# François Rittweger
Franz Lothar Lorenz (François-Lothaire-Laurent) Rittweger (Frankfurt am Main, 11 november 1766 - Brussel, 24 december 1848) was een Belgisch bankier.

## Biografie

### Familie
Franz Rittweger was een zoon van Johann Georg Rittweger (1728-1814) en Margarethe Freund (1738-1780). Zijn vader was postbeambte in Frankfurt. Hij verhuisde in 1797 naar Brussel en trouwde met Anne-Catherine Sauvage (Petit-Rechain, 28 februari 1766 - Brussel, 27 juli 1808), dochter van Aubin-Joseph Sauvage (1740-1801), burgemeester van Lambermont, en Anne-Elisabeth Delhez (1740-1786). Ze kregen twee zoons en een dochter:
- Aubin-François Rittweger (1797-1837), trouwde met Anne-Marie Lejeune (1800-1882), met afstammelingen tot heden.
- Caroline Rittweger (1799-1885), trouwde in 1821 in Brussel met graaf Jacques Coghen (1791-1858), minister van Financiën, volksvertegenwoordiger, senator en gemeenteraadslid van Brussel. Ze kregen een zoon en vier dochters, met afstammelingen tot heden.
- François-Xavier Rittweger (1801-1887), trouwde in 1833 in Sint-Pieters-Leeuw met Adèle Wittouck (1814-1883), dochter van François Wittouck, likeurstoker en burgemeester van Sint-Pieters-Leeuw, en zus van Félix-Guillaume Wittouck. Ze kregen een zoon en een dochter, met afstammelingen tot heden.

Hij was een voorvader van koningin Paola en de stamvader van de familie Rittweger.

### Carrière
Rittweger was actief als bankier en financier. In die hoedanigheid stond hij in 1822 mee aan de wieg van de Société générale de Belgique. Hij bleef er actief als directeur tot kort voor zijn overlijden in 1848. In 1824 was hij samen met zijn schoonzoon Jacques Coghen ook bij de oprichting van verzekeringsmaatschappij AG Leven betrokken.
Hij was tevens vicevoorzitter van de kamer van koophandel van Brussel.

## Eerbetoon
In 1850 werd hij ridder in de Leopoldsorde.
De Rittwegerstraat in Ukkel werd naar hem vernoemd.